# Omerville
Omerville är en kommun i departementet Val-d'Oise i regionen Île-de-France i norra Frankrike. Kommunen ligger i kantonen Magny-en-Vexin som tillhör arrondissementet Pontoise. År 2022 hade Omerville 325 invånare.

## Befolkningsutveckling
Antalet invånare i kommunen Omerville
| Referens: INSEE |